# Epfig
Epfig es una localidad y comuna francesa situada en el departamento de Bajo Rin, en la región de Alsacia. Tiene una población de 1.947 habitantes (según censo de 1999) y una densidad de 89 h/km².

## Demografía
| 1718 | 1666 | 1691 | 1704 | 1753 | 1947 |
| Para los censos de 1962 a 1999 la población legal corresponde a la población sin duplicidades (Fuente: INSEE [Consultar]) |      |      |      |      |      |

## Localidades hermanadas
- Welkenraedt,  Bélgica